# Unteroffizier auf Zeit

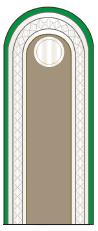
Schulterstück eines Unteroffiziers der Grenztruppen

Als Unteroffizier auf Zeit (offizielle Abkürzung: UaZ) wurde in der Nationalen Volksarmee (NVA) ein Wehrpflichtiger bezeichnet, der anstatt des anderthalbjährigen Grundwehrdienstes einen dreijährigen Wehrdienst als Unteroffizier ableistete. In den Flottenverwendungen der Volksmarine war die Dienstzeit vier Jahre. Der Dienst als Unteroffizier auf Zeit war nominell freiwillig, jedoch waren junge Männer als Schüler oder Lehrlinge einem beträchtlichen Druck zur Verpflichtung als UaZ ausgesetzt. Druckmittel war zumeist der Zugang zu höheren Bildungsabschlüssen, sei es das Abitur an EOS oder per Berufsausbildung mit Abitur, oder der Zugang zum Hochschulstudium. Die meisten Unteroffiziere auf Zeit wurden ein halbes Jahr in einer Unteroffiziersschule ausgebildet, um anschließend für zweieinhalb Jahre den Truppendienst anzutreten. Im Truppendienst konnten UaZ den Dienstgrad Feldwebel erreichen, wenn die jeweilige Planstelle das hergab.
Im Gegensatz zu längerdienenden Unteroffizieren in Reichswehr und Wehrmacht sowie zu Portepeeunteroffizieren in der Bundeswehr hatten viele Unteroffiziere auf Zeit in der NVA keine Führungsfunktion, sondern waren als militärtechnische Spezialisten ohne Unterstellte eingesetzt, z. B. als Fahrer eines Panzers oder Schützenpanzers. Das Personal in technischen Verwendungen wie im Fliegeringenieurdienst bestand mit sehr wenigen Ausnahmen nur aus Unteroffizieren auf Zeit und Berufssoldaten. Die meisten Unteroffiziere auf Zeit waren in der NVA jedoch als Gruppenführer eingesetzt, bei Personalknappheit auch auf Offiziersplanstellen. Dieser Führungsstellung stand im Truppenalltag entgegen, dass UaZ strukturell und von Vorgesetzten oft wie „bessere Soldaten“ behandelt wurden: sie waren ebenso wie die Soldaten im Grundwehrdienst kaserniert untergebracht, und unterlagen mit der Begründung der „Ständigen Gefechtsbereitschaft“ denselben hohen Präsenzpflichten auch am Wochenende, was zu wenig Urlaub und Ausgang führte. Entsprechend gab es auch unter UaZ die EK-Bewegung mit ihrer inoffiziellen Hierarchie der noch zu dienenden Tagezahl, viele UaZ nahmen eine „prekäre Zwischenposition“ zwischen Berufssoldaten und Grundwehrdienstleistenden ein.
Ausgang wurde Unteroffizieren auf Zeit jedoch bis zum Dienstbeginn am nächsten Morgen gewährt, bei Soldaten im Grundwehrdienst in der Regel nur bis Mitternacht. Der Urlaubsanspruch der Unteroffiziere war ebenfalls höher als bei Soldaten im Grundwehrdienst und stieg mit jedem Dienstjahr. Auch die Vergütung der Unteroffiziere auf Zeit war deutlich höher als die der Soldaten. Während Soldaten (bzw. Gefreite) in den 1980er Jahren 150 Mark (bzw. 180 Mark) monatlich erhielten, erhielten Unteroffiziere auf Zeit 1988 Bruttodienstbezüge von 800 bis 850 Mark, die sich aus einer Vergütung für den Dienstgrad und einer Vergütung für die Dienststellung zusammensetzten.
Zwischen 1962 und 1989 dienten in den Streitkräften der DDR ungefähr 400.000 Männer als Unteroffiziere auf Zeit, bis 1973 auch als Soldat auf Zeit/Unteroffizier. Mit einem jeweils aktiven Bestand zwischen 20.000 und 40.000 Mann bildeten die UaZ das Gros des Unteroffizierskorps der NVA. Mit der Militärreform in der NVA 1989/90 wurde die Dienstzeit der UaZ von drei auf zwei Jahre verkürzt, zum Zeitpunkt der Überleitung der NVA in die Bundeswehr am 3. Oktober 1990 dienten nur noch wenige UaZ. Insgesamt übernahm die Bundeswehr 11.200 Unteroffiziere der früheren NVA als Soldaten auf Zeit für zwei Jahre (SaZ2). Zu dieser Zahl trugen allerdings vor allem die ehemaligen Berufsunteroffiziere und Fähnriche der NVA  bei. Von diesen 11.200 Zeitsoldaten übernahm die Bundeswehr letztlich 7.600 als Berufssoldaten.